# Koferdam

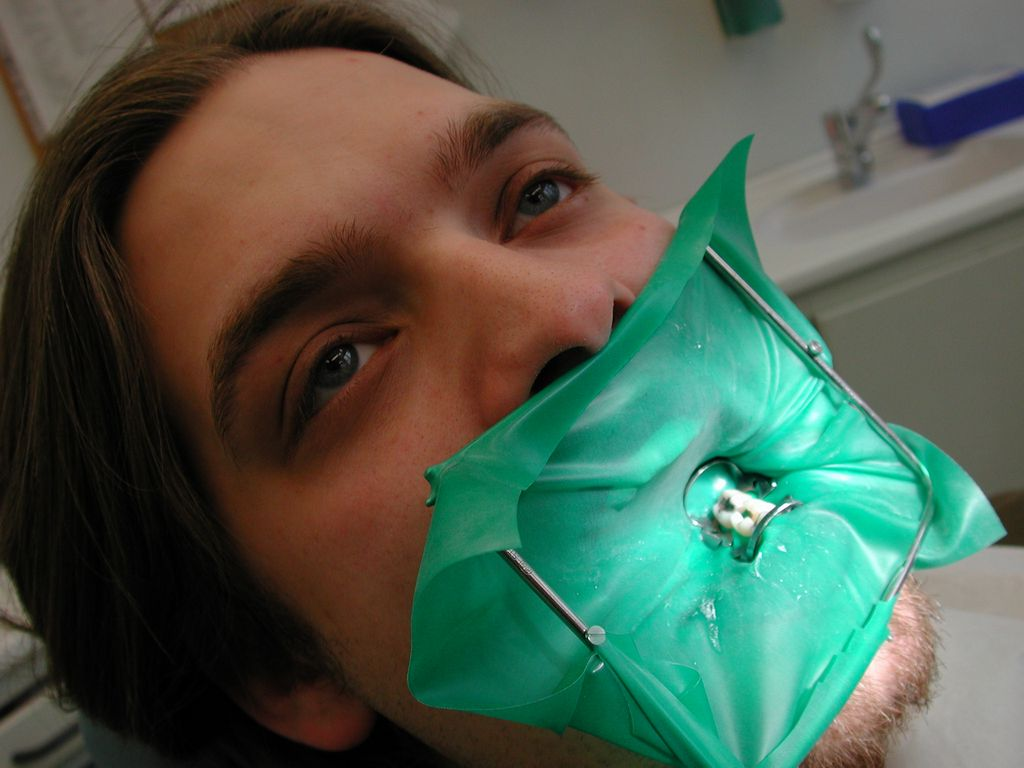
Założony koferdam

Koferdam, potocznie ślinochron – cienki kwadratowy materiał, zwykle wykonany z lateksu lub nitrylu, używany w stomatologii do odizolowania miejsca wykonywania zabiegu od reszty jamy ustnej. Został on zaprojektowany w Stanach Zjednoczonych w 1864 roku przez amerykańskiego dentystę nazwiskiem Sanford Christie Barnum.
Koferdam może być również wykorzystywany do bezpieczniejszego seksu oralnego. W tym kontekście bywa też nazywany chusteczką lateksową.

## Stomatologia
W gumowej membranie dentysta wycina (za pomocą specjalnego dziurkacza) otwór, przez którą leczony ząb (w razie potrzeby też zęby sąsiednie) przechodzi na drugą jej stronę. Następnie zakłada klamrę, dobieraną w zależności od wielkości i kształtu zęba. Na końcu naciąga membranę na ramkę umieszczaną wokół ust pacjenta. Koferdamy dostępne są w kilku kolorach – jasnych (ze względu na wysoką przezroczystość) oraz ciemnych (ze względu na dobry kontrast) – przy czym najczęściej wybierany jest kolor zielony lub niebieski. Guma ma zwykle postać arkusza o wymiarach 15 × 15 cm lub rolki o szerokości od 12,5 do 15 cm.

## Bezpieczny seks

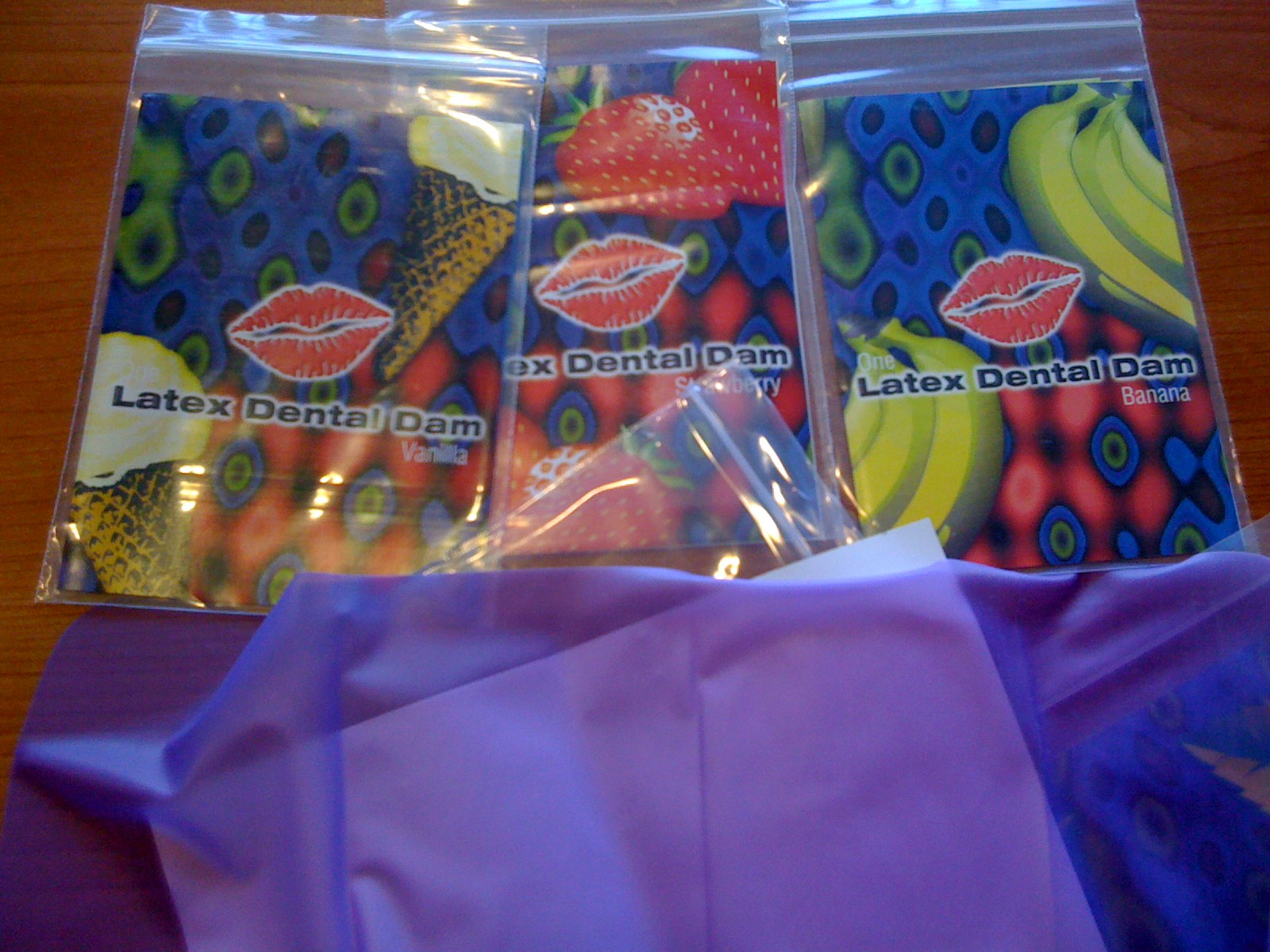
Koferdamy smakowe sprzedawane jako produkt przeznaczony do bezpieczniejszego seksu.

Dla bezpieczniejszego seksu i ochrony przed chorobami przenoszonymi drogą płciową, czasami sugeruje się stosowanie koferdamów jako fizycznej bariery przed wymianą płynów ustrojowych podczas cunnilingus i anilingus, szczególnie kobietom, które uprawiają seks z kobietami.